# Milhões de Festa
O Milhões de Festa (MdF) é um festival de música localizado em Barcelos, organizado pela Lovers & Lollypops, editora e promotora no ativo desde 2005, em parceria com a Câmara Municipal de Barcelos . Apresenta um cartaz com mais de 60 bandas, produtores e DJs, repartidos por espaços/palcos distintos. Foi criado em 2006, tendo-se as duas primeiras realizado nas cidades do Porto e de Braga . A sua presença em Barcelos, onde se tem realizado desde 2010, foi garantida até 2018 pela Câmara Municipal da cidade. 
A filosofia do MdF passa pela agregação de uma grande variedade de linguagens artísticas. O festival pretende, assim, motivar a dinamização local e reclamar uma atenção internacional para os projetos nacionais.
Desde 2006, o Milhões tem reforçado a sua posição, abordando a música sem limitações genéricas, estendendo-se desde "a pop mais dançável ao metal mais extremo", sem deixar de parte linguagens vindas de África, da América Latina e da Ásia e favorecendo os cruzamentos entre géneros diferentes. Exemplos disto são as colaborações Black Bombaim & la la la ressonance e Throes + The Shine, que ganharam reconhecimento para além do festival. Ao longo dos anos fizeram parte do alinhamento do MdF nomes tão consagrados quanto The Fall, Electric Wizard, Antipop Consortium, Liars, Eyehategod, Orange Goblin e Electrelane, que partilharam protagonismo com as revelações Alt-J, El Guincho, Toro y Moi, Washed Out, Mikal Cronin, Jacco Gardner, Jiboia e Sequin.
O espaço gratuito para o campismo do Milhões de Festa é no Parque da Cidade, situado no centro de Barcelos e perto do recinto do festival. 

## Edições

### 2006 (Uptown, Porto)
Em 2006, realizou-se a primeira edição do Milhões de Festa. 
| 15 de novembro            | 16 de novembro            | 17 de novembro        | 18 de novembro |
| ------------------------- | ------------------------- | --------------------- | -------------- |
| Neptune + Animal Hospital | Usaisamonster / Animental | King Buzz + The Scars | Riding Pânico  |

### 2007 (Censura Prévia, Braga)
Da primeira para a segunda edição, o MdF registou um crescendo em termos de feedback e de audiência. 

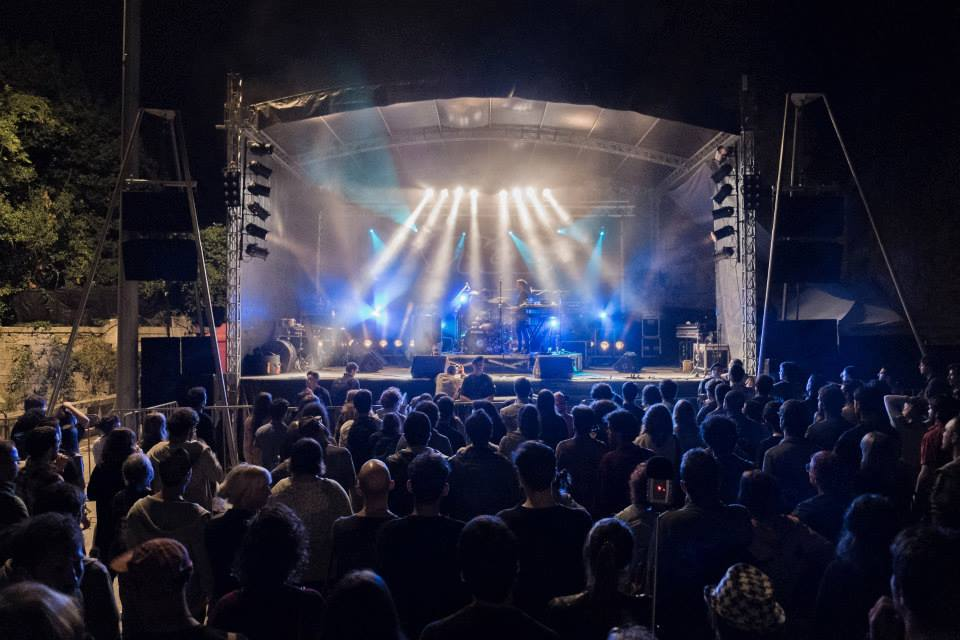
Palco Vice/Vodafone 2013

#### 21 de setembro
| Piso 1       | Piso 2         | Piso 3  | After-party          |
| ------------ | -------------- | ------- | -------------------- |
| The Astroboy | Motornoise     | Lobster | Sérgio               |
| Yellow Land  | Os Lacraus     |         | Fat Robot            |
| Nimai        | Sizo           |         | Vivaxx + Electropota |
|              | Smix Smox Smux |         | Death Techno         |

#### 22 de setembro
| Piso 1            | Piso 2                       | Piso 3       | After-party             |
| ----------------- | ---------------------------- | ------------ | ----------------------- |
| Aquaparque        | If Lucy Fell                 | Feia Medroño | Foice Humana            |
| Território + p.ma | LODO (Lobster + DOPO) + p.ma | The Festmen  | Interrupto + Mundo Lego |
|                   | Riding Pânico                |              | XINOBI                  |
|                   | Holy Llama                   |              |                         |

### 2010 (Barcelos)
Foi a partir deste ano que o festival se passou a realizar em Barcelos. 

### 2011 (Barcelos)

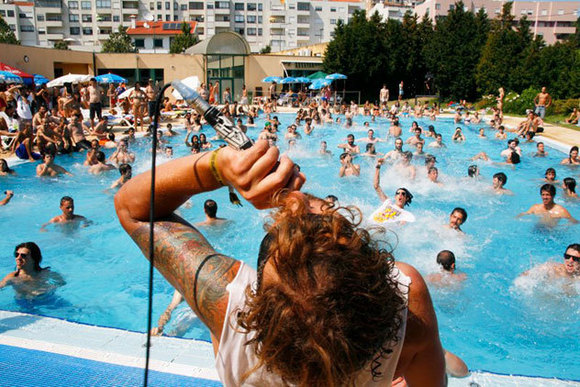
Palco Piscina

### 2012 (Barcelos)

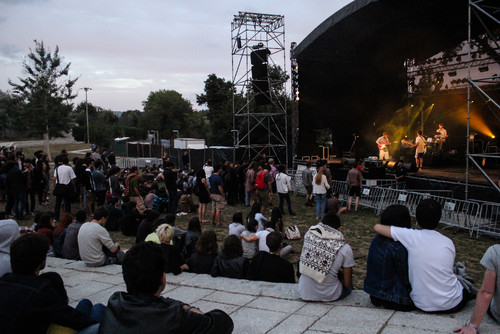
Palco Milhões

### 2014 (Barcelos)

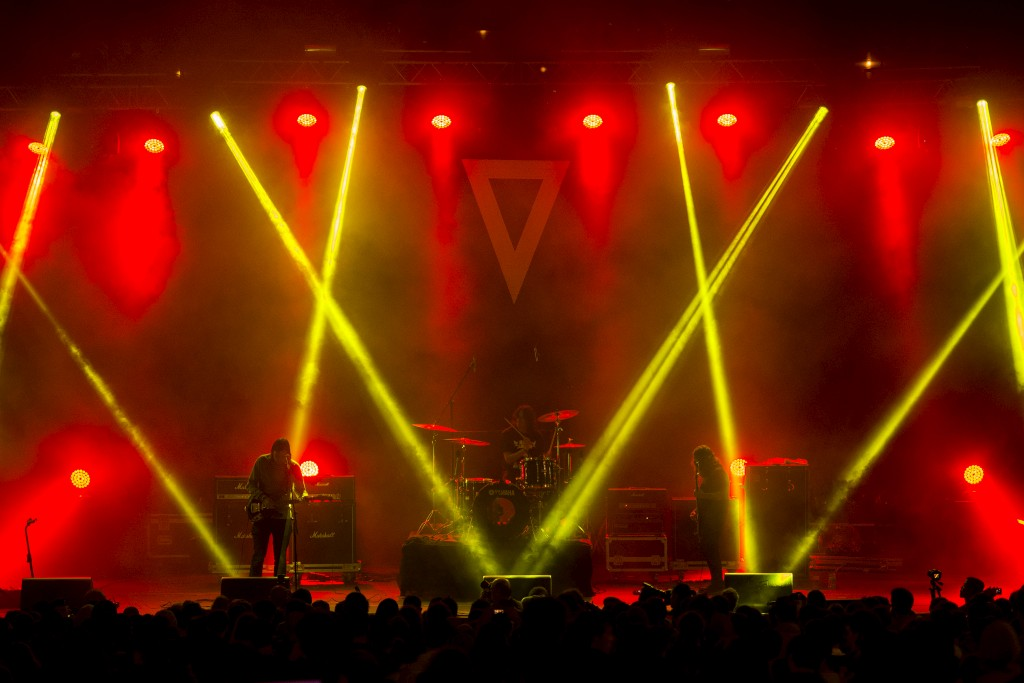
Palco Milhões

#### 23 de julho
| Palco Milhões   | Palco Vice           | Palco Piscina        |
| --------------- | -------------------- | -------------------- |
| Plus Ultra      | Evols                | Tren Go! Soundsystem |
| The Glockenwise | Larkin               | BEARS                |
| Men Eater       | Sizo                 | Rudolfo              |
| Valient Thorr   | Black Bombaim        | Claiana              |
| Electric Wizard | Faca Monstro         | Move the Crowd       |
|                 | Tony From Eustachian |                      |
|                 | Captain Ahab         |                      |
|                 | Sickboy              |                      |
|                 | MEGABASS             |                      |

#### 24 de julho
| Palco Milhões      | Palco Vice     | Palco Piscina     |
| ------------------ | -------------- | ----------------- |
| Long Way to Alaska | Aspen          | Lululemon         |
| Appaloosa          | Cavalheiro     | Throes            |
| PAUS               | Hype Williams  | Feia Medroño      |
| The Fall           | ALTO!          | Marçal dos Campos |
| El Guincho         | André Granada  | Fabulosa Marquise |
|                    | Gold Panda     | os yeah!          |
|                    | Hounds of Hate | XINOBI            |
|                    | Crisis         |                   |
|                    | Concorrência   |                   |
|                    | Bandido$       |                   |

#### 25 de julho
| Palco Milhões      | Palco Vice                 | Palco Piscina    |
| ------------------ | -------------------------- | ---------------- |
| Extraperlo         | Riding Pânico              | Dreams           |
| Year Long Disaster | The Ghost of a Thousand    | Sunflare         |
| Karma to Burn      | Bo Ningen                  | Tigre D*ficiente |
| Toro y Moi         | ZA!                        | The Shine        |
| Delorean           | Monotonix                  | Andamento DJs    |
|                    | Crystal Fighters           |                  |
|                    | South Rakkas Crew (DJ Set) |                  |

### 2011 (Barcelos)[7]

#### 22 de julho
| Palco Milhões | Palco Vice      | Palco Piscina                      | Palco L&L       | Palco SWR          |
| ------------- | --------------- | ---------------------------------- | --------------- | ------------------ |
| Born a Lion   | Riding Pânico   | Hill                               | Black Coyote    | Jardin de la Croix |
| ÆTHENOR       | Motornoise      | Black Bombaim                      | Botswana        | Utopium            |
| Gama Bomb     | Sht and Shine   | Hayvanlar Alemi                    | Dirty Beaches   |                    |
| Graveyard     | Zun Zun Egui    | The Glockenwise                    | Glam Slam Dance |                    |
| Liars         | If Lucy Fell    | Pedro Santos + DJ Senhor Guimarães |                 |                    |
|               | Veados Com Fome |                                    |                 |                    |
|               | Lobster         |                                    |                 |                    |
|               | Discotexas Gang |                                    |                 |                    |

#### 23 de julho
| Palco Milhões   | Palco Vice         | Palco Piscina      | Palco L&L         | Palco SWR         |
| --------------- | ------------------ | ------------------ | ----------------- | ----------------- |
| Man Like Me     | Rodas              | DJ Fitz            | Bikini Beach Band | We Are the Damned |
| Secret Chiefs 3 | Matanza (banda)    | Long Way to Alaska | Karma to Burn     | EAK               |
| Vivian Girls    | Bob Log III        | Mkrni              | Indignu           |                   |
| Kafka           | Zu                 | Mr. Miyagi         |                   |                   |
| Causa Sui       | Antipop Consortium | Traumático Desmame |                   |                   |
| Tigrala         | Kim Ki O           |                    |                   |                   |
|                 | Million Young      |                    |                   |                   |

#### 24 de julho
| Palco Milhões  | Palco Vice         | Palco Piscina | Palco L&L | Palco SWR  |
| -------------- | ------------------ | ------------- | --------- | ---------- |
| Radio Moscow   | Secousse           | Secousse      | Granada   | Löbo       |
| Washed Out     | Comanechi          | Nazka         | Equations | Burbujeria |
| Electrelane    | Foot Village       | Narwhal       | Torto     |            |
| We Trust       | Star Slinger       | Larkin        | Old Gun   |            |
| Papa Topo      | Green Machine      | Pega Monstro  |           |            |
| Dear Telephone | FM Belfast         |               |           |            |
|                | Throes + The Shine |               |           |            |

### 2012 (Barcelos)[8]

#### 19 de julho
| Patuscada        | Red Bull City Gang |
| ---------------- | ------------------ |
| Pedro Santos     | The Glockenwise    |
| Johnny Sem Dente | Käil               |
| The Glockenwise  | Aspen              |
| Gnod             | Cálculo            |
| Ana              |                    |
| Pedro Santos     |                    |

#### 20 de julho
| Palco Milhões       | Palco Vice      | Palco Piscina           | Palco Taina          |
| ------------------- | --------------- | ----------------------- | -------------------- |
| La La La Ressonance | Ra / Löbo       | Jibóia                  | Tren Go! Soundsystem |
| Sensible Soccers    | League          | Equations               | New Kind of Mambo    |
| Baroness            | Holy Other      | ALTO!                   | Burning Man          |
| Throes + The Shine  | Youthless       | Lovers and Lollypops SS | Savanna              |
|                     | Meneo           | Pega Monstro            |                      |
|                     | Glam Slam Dance |                         |                      |

#### 21 de julho
| Palco Milhões    | Palco Vice             | Palco Piscina       | Palco Taina     |
| ---------------- | ---------------------- | ------------------- | --------------- |
| Blues Pills      | Lüger                  | Gnod                | Jorge Coelho    |
| El Perro del Mar | Prinzhorn Dance School | Revengeance         | Was An Outsider |
| Connan Mockasin  | Gala Drop              | Bro-X               | Hunted Scriptum |
| Weedeater        | Ghunagangh             | Moullinex + Xinobi  | Unicornibot     |
|                  | Publicist              | Da Chick (live act) |                 |
|                  | XXXY                   |                     |                 |
|                  | Hoy!                   |                     |                 |

#### 22 de julho
| Palco Milhões   | Palco Vice           | Palco Piscina  | Palco Taina     |
| --------------- | -------------------- | -------------- | --------------- |
| Al-Madar        | Riding Pânico        | Grup Ses Beats | Killimanjaro    |
| L'Enfance Rouge | Memória de Peixe     | Naytronix      | Amazonas        |
| Alt-J           | Black Bombaim / Gnod | Moon Duo       | Midnight Priest |
| Red Fang        | The Discotexas Band  | DJ Fitz        | Quartel 469     |
|                 | Shangran Electro     |                |                 |
|                 | Zombies For Money    |                |                 |

### 2013 (Barcelos)

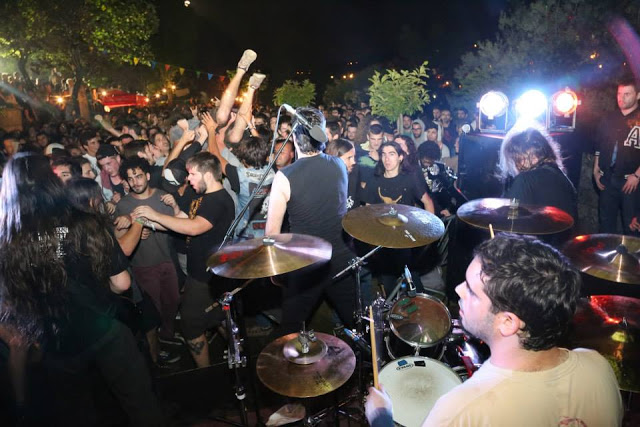
Palco Taina

#### 25 de julho
| Palco Taina         |
| ------------------- |
| Tamar Aphek         |
| Phase               |
| Canzna              |
| Cangarra            |
| Canzna vs. Cangarra |
| Killing Frost       |
| Spacin'             |
| Holocausto Canibal  |
| Claiana             |
| Sabre               |
| (DJs da casa)       |

#### 26 de julho
| Palco Milhões | Palco Vice                          | Palco Piscina  | Palco Taina                  |
| ------------- | ----------------------------------- | -------------- | ---------------------------- |
| Papir         | Mikal Cronin                        | Juba           | Quelle Dead Gazelle          |
| Jacco Gardner | Black Bombaim + La La La Ressonance | Yonatan + Igor | Vai-te F*d*r                 |
| Austra        | Camera                              | Adorno/Papaya  | dUASsEMIcOLCHEIAS iNVERTIDAS |
| Ufommamut     | Otto Von Schirach                   | Dam Mantle     | Mr. Miyagi                   |
|               | White Haus (DJ Set)                 |                |                              |

#### 27 de julho
| Palco Milhões        | Palco Vice       | Palco Piscina       | Palco Taina         |
| -------------------- | ---------------- | ------------------- | ------------------- |
| HHY and the Macumbas | Process of Guilt | Surya Exp Duo       | 10 000 Russos       |
| Loosers              | Dam Mantle       | Cuzo                | Dreamweapon         |
| Egyptian Hip Hop     | ZA!              | Besta               | The Quartet of Woah |
| Eyehategod           | Octapush         | Monster Jinx DJ Set | Perro Peligro       |
|                      | DJ Marfox        |                     |                     |

#### 28 de julho
| Palco Milhões     | Palco Vice    | Palco Piscina      | Palco Taina |
| ----------------- | ------------- | ------------------ | ----------- |
| The Partisan Seed | Dirty Beaches | Sequin             | Malcriada   |
| Riding Pânico     | Siesta        | Torto              | WASTE       |
| Orange Goblin     | Zombie Zombie | Long Way to Alaska | Biarooz     |
| Jibóia Experience | Mykki Blanco  | DJs da Casa        | Evols       |
|                   | El G          |                    |             |

### 2014 (Barcelos)[9]

#### 24 de julho
| Palco Taina                       |
| --------------------------------- |
| Ensemble Insano                   |
| Gonçalo                           |
| Modernos                          |
| Rodrigo Amado Motion Trio         |
| Alek Rein                         |
| Serrabulho                        |
| Iguanas                           |
| Putnam Was The Bstrd              |
| Getthoven                         |
| Putn Club                         |
| DJs da casa + DJ Senhor Guimarães |

#### 25 de julho
| Palco Milhões    | Palco Vodafone FM      | Palco Piscina    | Palco Taina       |
| ---------------- | ---------------------- | ---------------- | ----------------- |
| Jambinai         | Ginger & The Ghost     | Bispo            | M. Takara         |
| Chelsea Wolfe    | The Cult of Dom Keller | Dear Telephone   | Baoba Stereo Club |
| Boogarins        | Fumaça Preta           | Riding Pânico    | Puma Pumku        |
| The Vicious Five | Sensible Soccers       | Ramboiage        | Mother Abyss      |
|                  | Baris K                | Celeste/Mariposa | Soccer96          |

#### 26 de julho
| Palco Milhões | Palco Vodafone FM | Palco Piscina             | Palco Taina          |
| ------------- | ----------------- | ------------------------- | -------------------- |
| Lay Llamas    | Killimanjaro      | Solar Corona              | Cró                  |
| Mdou Moctar   | Equations         | Mdou Moctar               | The Milkyway Express |
| Flamingods    | The Glockenwise   | Memória de Peixe          | Guerrera             |
| High on Fire  | Teeth of the Sea  | La Flama Blanca           | A Tree of Signs      |
|               |                   | Awesome Tapes from Africa | Pterossauros         |
|               |                   | CVLT                      |                      |

#### 27 de julho
| Palco Milhões                | Palco Vodafone FM | Palco Piscina | Palco Taina         |
| ---------------------------- | ----------------- | ------------- | ------------------- |
| Filho da M*e & Norberto Lobo | Sequin            | Duquesa       | Isaiah Mitchell     |
| Young Magic                  | Jagwa Music       | The Jack Shts | Little Cobras       |
| Earthless                    | Night Beats       | Zacarocha     | Morte Incandescente |
| Melt Yourself Down           | Frikstailers      | Thug Unicorn  | Disco Las Palmeras  |
|                              | DJ Nigga Fox      |               | The Comet is Coming |